# Boreča
Boreča (ungarisch Borháza) ist ein Dorf in der Gemeinde Gornji Petrovci in Slowenien. Der Ort liegt ca. 7 km nordwestlich des Gemeindezentrums am Ursprung des Merak-Baches. 

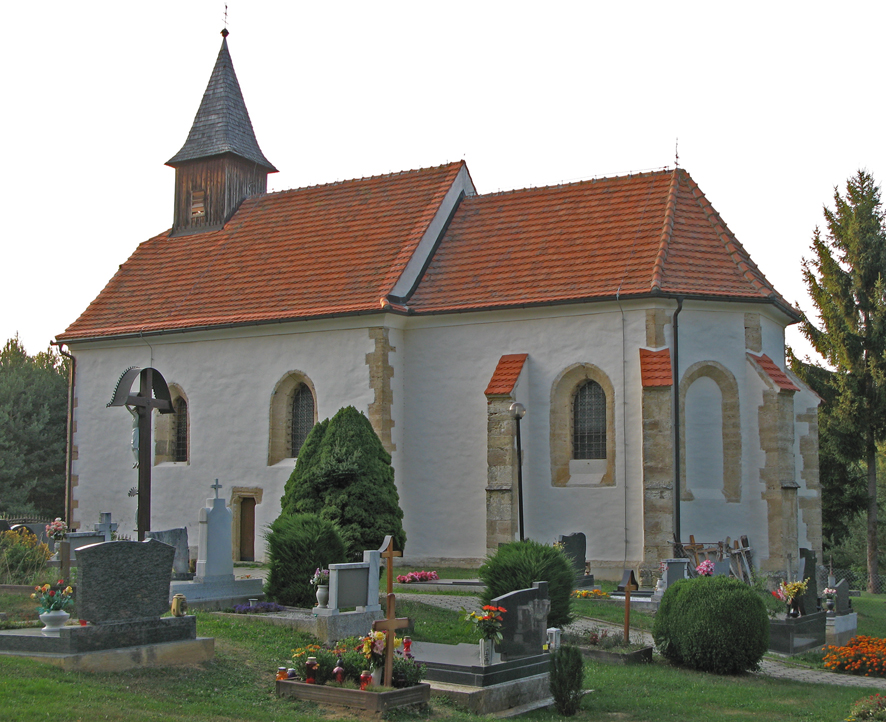
Friedhof und Kirche St. Anna, August 2012.

## Geografie
Die Siedlung zählt ca. 110 Einwohner und liegt zerstreut auf einem sonnigen Bergrücken oberhalb des Merak-Baches. Die einzelnen Häusergruppen tragen die Flurnamen Šporini, Fickini, Pekini, Spodnji kraj, Srednji kraj und Zgornji kraj. Der Ort liegt sehr einsam und wird von großen Kieferwaldungen umgeben. Der Ortsname Boreča ist allem Anschein nach von der Kiefer abgeleitet (slowenisch Bor = Kiefer).

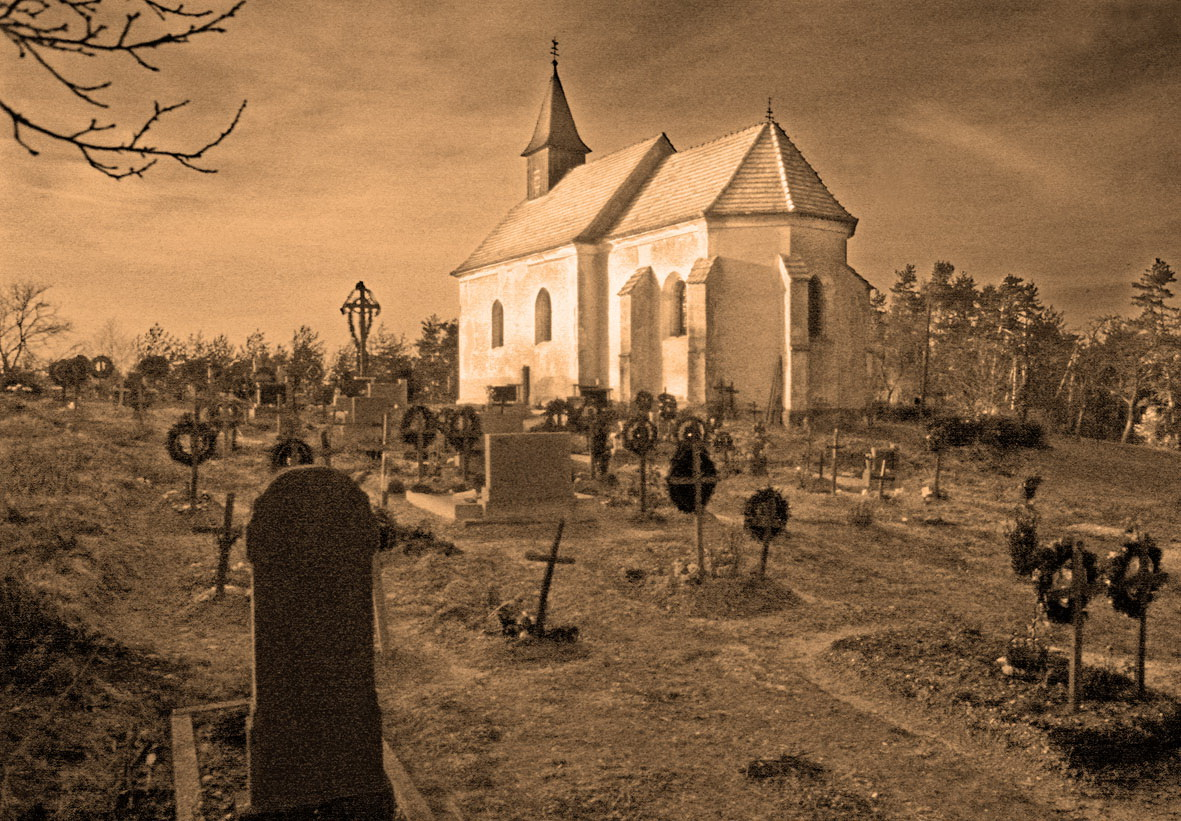
Friedhof und Kirche St. Anna, Dezember 1976.

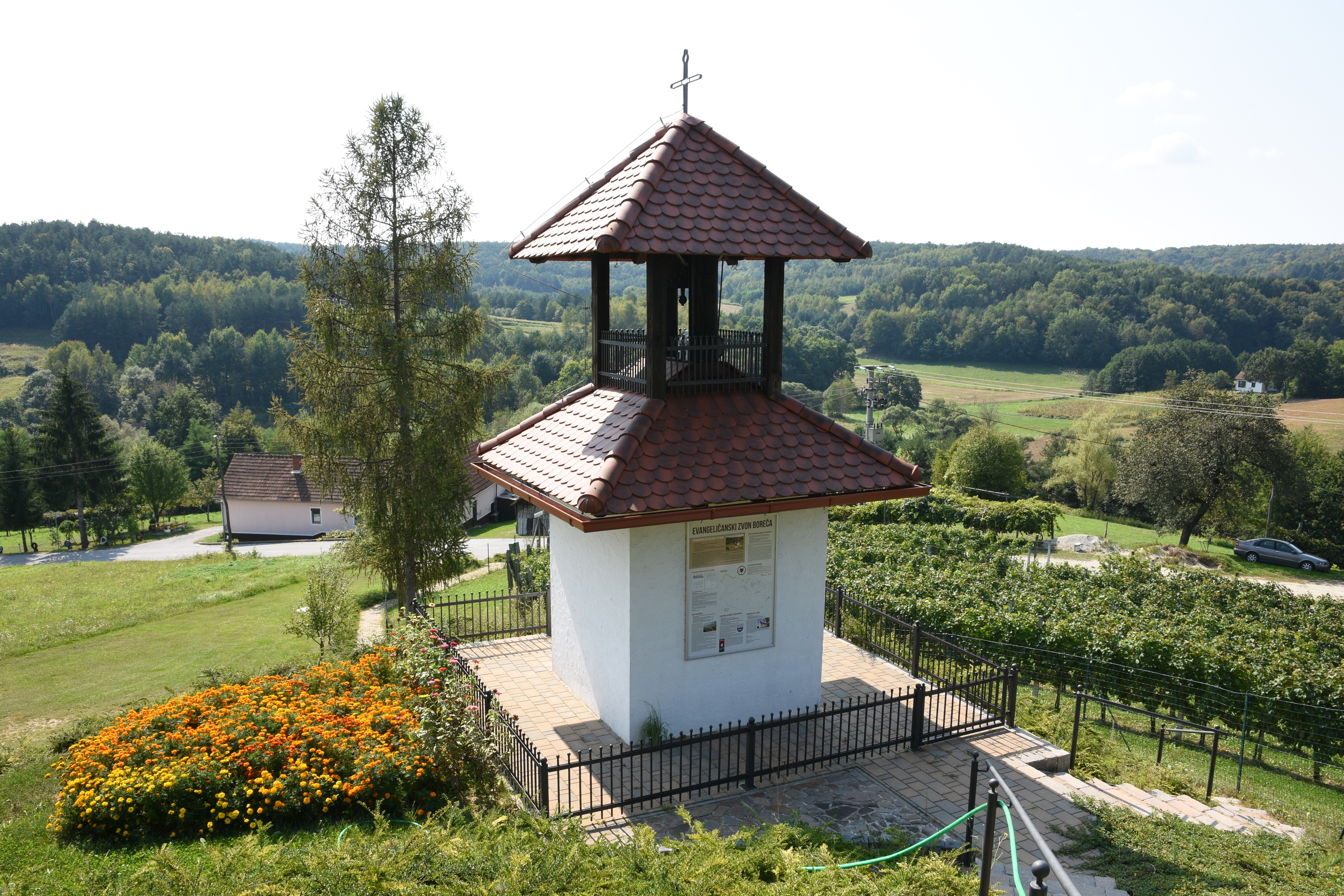
Evangelischer Glockenturm Boreča

## Geschichte
Der Ort wird erstmals im Jahre 1387 urkundlich mit Burecha auch Bureche genannt. Er gehörte zur Herrschaft Dobra, dem heutigen Neuhaus am Klausenbach im südlichen Burgenland. Mit dem Erwerb dieser Herrschaft im genannten Jahr rundete die ungarische Magnatenfamilie Széchy ihren Besitz in der Region ab, denn schon 1365 waren sie Herren von Burg und Herrschaft Felsölendva (heute Grad) geworden. 1499 wird der Ort urkundlich mit Borecha bezeichnet. In einem Protokoll der Diözese Győr/Raab für das Jahr 1698 ist festgehalten, dass das Dorf „Boracsa“ der katholischen Pfarre zur Hl. Dreifaltigkeit in Petrocz (Gornji Petrovci) zugeordnet ist.
Im Jahre 1890 wird das Dorf amtlich Borháza bezeichnet und hatte 273 Einwohner, davon bekannten sich 270 als Slowenen und 3 als Deutsche. Der Ort lag im Bezirk Muraszombat, dem heutigen Murska Sobota, im Komitat Eisenburg/Vas.
Der Vertrag von Trianon schlug das Dorf am 4. Juni 1920 dem Königreich SHS zu. Für den nun amtlich Boreča genannten Ort wurden bei der Volkszählung am 31. Januar 1921 folgende Daten ermittelt: 303 Slowenen, von diesen 303 Bewohnern bekannten sich 179 zum katholischen und 124 zum evangelischen Glauben.
Bei der Zählung im Jahre 1931 wurden 265 Einwohner ermittelt, im Jahre 1961 waren es noch 225 und für das Jahr 1971 sind folgende Zahlen bekannt: 207 Einwohner, 49 Häuser, 47 Haushalte und 193 Dorfbewohner, die ausschließlich von der Landwirtschaft leben.

## Kirche Sankt Anna
Südöstlich des Dorfes, etwa 20 Gehminuten entfernt, steht auf einer Anhöhe, 395 m. i. J., inmitten einer einsam gelegenen Waldlichtung, die Filialkirche St. Anna. Unmittelbar neben der Kirche breitet sich der Friedhof für die Dörfer Šulinci, Boreča und Ženavlje aus. Jedes Jahr am 26. Juli, dem Namenstag der hl. Anna, findet hier ein großer Kirchtag statt, an dem zahlreiche Besucher aus nah und fern sich begegnen. 
Das schlichte Bauwerk besteht aus einem rechteckigen Kirchenschiff und einem etwas niedrigeren und schmaleren, polygonal abgeschlossenen Presbyterium, das an den Außenecken von sechs Strebepfeilern abgestützt wird. Das Hauptportal an der Westseite, die spitzbogigen Fenster und der Nebeneingang an der Südseite sowie den die Apsis vom Schiff trennenden Triumphbogen, bezeugen den ursprünglich gotischen Stil des Gebäudes. Ziemlich ungewöhnlich ist der hölzerne, schindelgedeckte Glockenturm, der auf der Westseite des Bauwerks vom Dach des Kirchenschiffs getragen wird.
Mit großer Wahrscheinlichkeit wurde das Kirchengebäude im zweiten Jahrzehnt des 16. Jahrhunderts errichtet und 1521 fertiggestellt. Diese Jahreszahl ist auch oberhalb des auf der Westseite liegenden Hauptportals eingemeißelt. Der Bauherr und damalige Grundbesitzer des Gebietes, Thomas Széchy fiel fünf Jahre später in der Schlacht bei Mohatsch.
Anlässlich einer Kirchenvisitation durch das Bistum Raab/Győr im Jahre 1627 wird die Kirche St. Anna als Filiale der Pfarrkirche Hl. Dreifaltigkeit in Gornji Petrovci genannt. Bei einer weiteren Inspektion im Jahre 1698 wird erwähnt, dass das Gebäude, bei einem türkischen Streifzug angezündet und stark beschädigt wurde.
Auf Veranlassung des Oberlimbacher Herrschaftsbesitzers Graf Leopold Nádasdy und mit Billigung des damaligen Bischofs von Raab/Győr Adolf Groll, wurde im Jahre 1739 das Sakralgebäude einer umfassenden Renovierung unterzogen. Dabei erhielt der Innenraum ein dem Zeitgeschmack entsprechendes barockgestaltetes Aussehen. 
Im Jahre 1911 erfolgte wiederum eine gründliche Restauration des Gebäudes, wobei die Kirche damals auch einen neuen Altar erhielt. Im Jahre 2000 wurden abermals umfangreiche Instandsetzungen durchgeführt, dabei gelang es, dem Bauwerk etliche Details seines ursprünglichen spätgotischen Charakters zurückzugeben.

## Persönlichkeiten
- József Ficzkó (1772–1843), katholischer Priester und burgenlandkroatischer Schriftsteller.